# Callopistria clava
Callopistria clava là một loài bướm đêm trong họ Noctuidae.